# Ludvig Faddeev
Ludvig Dmitrievich Faddeev (em russo:  Людвиг Дмитриевич Фаддеев; Leningrado, 23 de março de 1934 – 26 de fevereiro de 2017) foi um físico e matemático russo.

## Biografia
Faddeev nasceu em Leningrado em uma família de matemáticos. Seu pai, Dmitry Konstantinovich Faddeev, foi um conhecido algebrista, professor da Universidade Estatal de Leningrado e membro da Academia de Ciências da Rússia. Sua mãe, Vera Faddeeva, foi conhecida por seu trabalho em álgebra linear numérica. Faddeev estudou na Universidade Estatal de Leningrado, onde graduou-se em 1956. Trabalhou com física, ao invés de matemática, "para ser independente de seu pai". Contudo, recebeu também uma sólida educação em matemática "devido a influências de V.A. Fock e V.I. Smirnov". Sua tese de doutorado, sobre a teoria do espalhamento, foi completada em 1959 sob a orientação de Olga Ladyzhenskaya.

## Obras
- com Popov Feynman diagrams for the Yang-Mills field, Physics Letters B, V. 25, 1967, p. 29 (Fantasmas de Faddeev-Popov)
- Mathematical aspects of the three body problem in quantum scattering theory, Steklow Institut 1965 (Equação de Faddeev)
- com Kulisch Asymptotic conditions and infrared divergences in quantum electrodynamics, Theoretical and mathematical physics V. 4, 1970, p. 745
- 40 years in mathematical physics, World Scientific 1995
- com Merkurjew Quantum scattering theory of several particle systems, Kluwer 1993
- com Andrei Slavnov Gauge fields - introduction to quantum theory, 2. Ed., Addison-Wesley, 1991
- com Takhtajan Hamiltonian methods in the theory of solitons, Springer 1987
- com Korepin Quantum theory of solitons, Physics Reports, V. 42, 1978, p. 1–87
- Functional methods, in Balian, Zinn-Justin (Ed.) Les Houches Lectures 1975
- com O.A. Yakubovskii Lectures on quantum mechanics for mathematics students, American Mathematical Society 2009
- How I came to work with Victor Popov, Journal Mathematical Sciences, V. 88, 1998, Nr. 2
- What mathematical physics is supposed to be, in Bolibruch, Osipov, Sinai (Ed.) Mathematical Events of the Twentieth Century, Springer 2006, p. 75